# Shidebala khan
Shidebala khan eller Kejsar Yingzong, född 1303, död 1323, var en mongolisk kejsare i den kinesiska Yuandynastin. Shidebala khan regerade Kina från 1320 till 1323. Hans personliga namn var Shidebala Borjigin.
Shidebala khan tillträdde tronen som artonåring efter att hans far, kejsar Buyantu khan, avlidit 1320. I samband med tronskiftet mördades flera av Buyantu khans tidigare ministrar och Shidebala khans regeringstid startade med stridigheter när upproret slogs ner. Shidebala khan införde flera impopulära reformer vilket ledde till ständiga mord och uppror. Han förtryckte islam, men var en stor anhängare av buddhismen och spenderade mycket pengar på uppförande av buddhistiska tempel. På hösten 1323 mördades Shidebala khan tjugo år gammal av oppositionen när han var på väg från den "övre huvudstaden" Xanadu till Peking. Han efterträddes av Yesun Temür khan som själv var delaktig i mordet.

## Regeringsperioder
- Zhizhi (至治) 1321–1323[5]